# Pseudebulea kuatunensis
Pseudebulea kuatunensis is een vlinder uit de familie van de grasmotten (Crambidae), uit de onderfamilie van de Spilomelinae. De wetenschappelijke naam van deze soort is voor het eerst voorgesteld door Eugene Gordon Munroe en Akira Mutuura in een publicatie uit 1968.

## Verspreiding
De soort komt voor in China (Fukien, Hubei).

## Ondersoorten
- Pseudebulea kuatunensis kuatunensis Munroe & Mutuura, 1968
- Pseudebulea kuatunensis ichangensis Munroe & Mutuura, 1968